# Bahnhof Hamburg Alte Wöhr (Stadtpark)

Der Bahnhof Alte Wöhr (Stadtpark) ist ein Haltepunkt der Hamburger S-Bahn-Linie S1 im Stadtteil Barmbek-Nord. Die Station befindet sich in der Nähe des Hamburger Stadtparks.

## Geschichte
Die Station wurde am 29. April 1931 eröffnet, früher mit dem Namen „Stadtpark“. Am 31. Mai 1970 wurde der Name in Alte Wöhr geändert, um eine Verwechslung mit dem gleichnamigen U-Bahnhof zu verhindern, der zeitgleich in Saarlandstraße umbenannt wurde.
Seit den frühen 1990er Jahren führt die Betriebsstelle den Namenszusatz „(Stadtpark)“.
Von 2016 bis 2020 fand ein Umbau des S-Bahnhofs statt, bei dem das alte Zugangsgebäude abgerissen, die Treppen neu gebaut und ein Aufzug eingebaut wurde. Außerdem wurde der Bahnsteig etwas verkürzt.

## Verkehr
Die Haltestelle wird von Zügen der Linie S1 in der Regel im 10-Minuten-Takt, in der Hauptverkehrszeit im 5-Minuten-Takt angefahren. Nachts fährt die S1 im 20-Minuten-Takt.
Am S-Bahnhof besteht Anschluss an die von der Hochbahn betriebene Metrobuslinie 23.

## Sonstiges
Der Haltepunkt verfügt über einen rund 160 Meter langen Mittelbahnsteig.

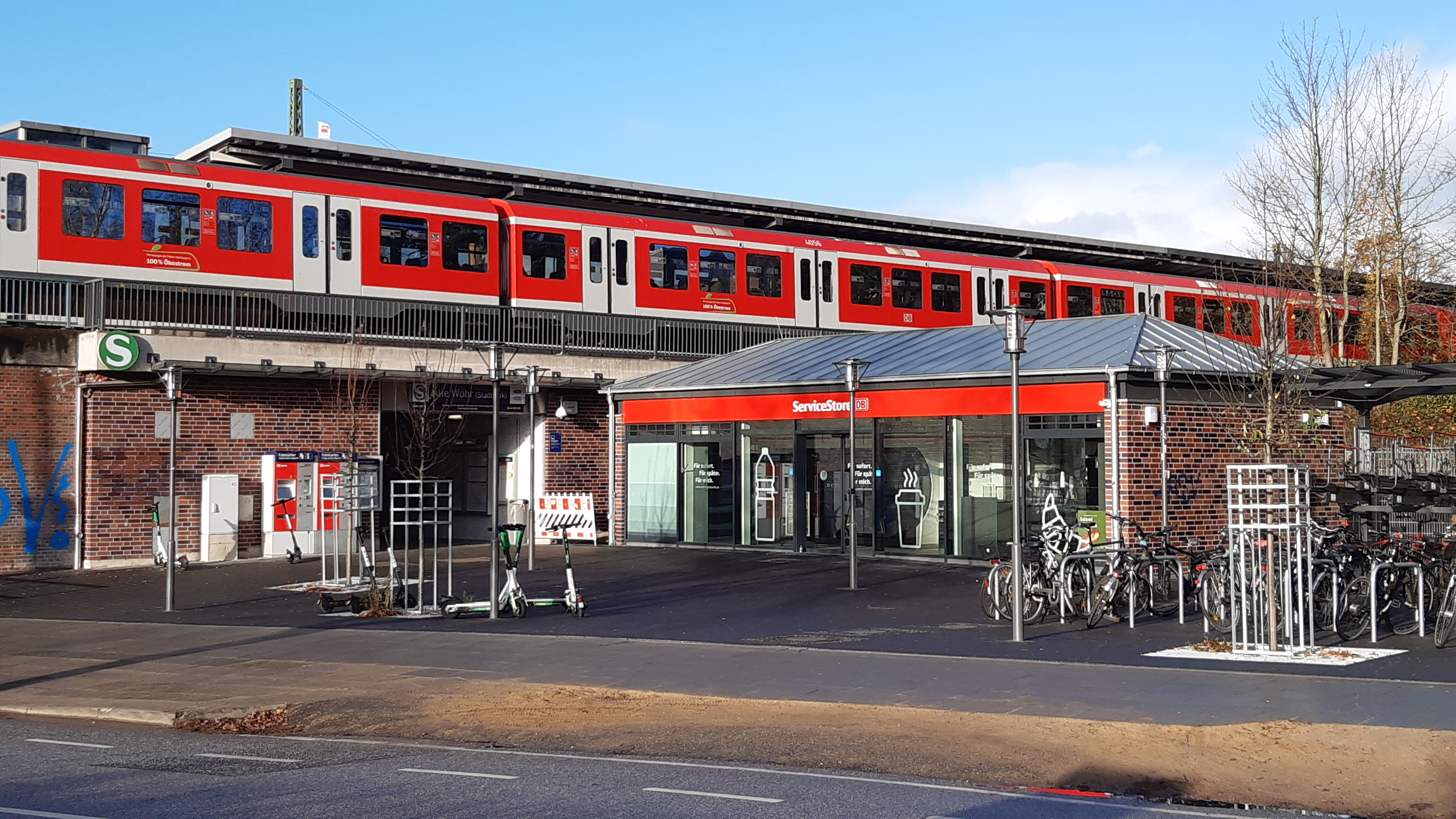
Der Bahnhof von außen

| Linie | Verlauf |
| ----- | --- |
| S 1   | Wedel – Rissen – Sülldorf – Iserbrook – Blankenese – Hochkamp – Klein Flottbek – Othmarschen – Bahrenfeld – Ottensen – Altona – Königstraße – Reeperbahn – Landungsbrücken – Stadthausbrücke – Jungfernstieg – Hauptbahnhof – Berliner Tor – Landwehr – Hasselbrook – Wandsbeker Chaussee – Friedrichsberg – Barmbek – Alte Wöhr (Stadtpark) – Rübenkamp – Ohlsdorf \ Streckenast Poppenbüttel – Kornweg (Klein Borstel) – Hoheneichen – Wellingsbüttel – Poppenbüttel / Streckenast Flughafen – Hamburg Airport (Flughafen) |